# Blood (album de Lianne La Havas)
Pour les articles homonymes, voir Blood.
Albums de Lianne La Havas
Is Your Love Big Enough ?
Singles
1. Unstoppable
Sortie : 1er juillet 2015

Blood est le deuxième album de Lianne La Havas, sorti en 2015.
Ce nouvel album est positivement accueilli par la critique musicale qui note l'évolution stylistique de La Havas depuis son premier album,.

## Titres
| No  | Titre             | Auteur                                                  | Durée |
| --- | ----------------- | ------------------------------------------------------- | ----- |
| 1.  | Unstoppable       | Lianne La Havas, Paul Epworth                           | 5:29  |
| 2.  | Green & Gold      | Lianne La Havas, Jamie Lidell, Matt Hales               | 4:38  |
| 3.  | What You Don't Do | Matt Hales, Sam Dew                                     | 3:41  |
| 4.  | Tokyo             | Lianne La Havas, Matt Hales                             | 4:29  |
| 5.  | Wonderful         | Lianne La Havas, Matt Hales, Howard Lawrence            | 4:16  |
| 6.  | Midnight          | Lianne La Havas, Stephen McGregor, Shea Taylor, Sam Dew | 3:30  |
| 7.  | Grow              | Lianne La Havas, Mark Batson                            | 3:39  |
| 8.  | Ghost             | Lianne La Havas, Matt Hales                             | 3:44  |
| 9.  | Never Get Enough  | Lianne La Havas, Mark Batson                            | 3:22  |
| 10. | Good Goodbye      | Lianne La Havas, Matt Hales                             | 3:49  |